# Frederick Hervey, IV conte di Bristol
Frederick Augustus Hervey, IV conte di Bristol (Suffolk, 1º agosto 1730 – Albano Laziale, 8 luglio 1803), è stato un vescovo anglicano e nobile britannico.

## Biografia
Era il figlio di John Hervey, II barone Hervey, e di sua moglie, Mary Lepell. Frequentò la Westminster School prima di andare al Corpus Christi College di Cambridge.

## Carriera
Dopo la morte del padre nel 1743, entrambi i fratelli di Frederick morirono senza eredi, così successe al fratello maggiore come conte di Bristol. Inoltre ereditò vasti possedimenti ancestrali della famiglia Hervey centrati intorno a Ickworth e a Suffolk.
Nel 1794 iniziarono i lavori di riqualifica della tenuta di Ickworth a un livello appropriato per la ricchezza della sua famiglia. Il progetto era così ambizioso che al momento della sua morte, nel 1803, fu completata solo la Rotonda. Tuttavia, il figlio riprese i lavori completando le ali ed i suoi giardini nel 1830.

### Carriera ecclesiastica
Hervey fu ordinato nel 1754 per poi diventare Direttore del Sigillo della Corona nel 1756, Clerk Principal nel 1761 e Cappellano Reale nel 1763.
Partì per un lungo Grand Tour in attesa di un avanzamento ecclesiastico. Durante i suoi viaggi incrementò la sua passione già insaziabile per l'arte.
Il fratello maggiore, George, divenne Lord luogotenente d'Irlanda nel 1766 e contribuì a garantire la sua elezione a vescovo di Cloyne, nel 1767, e di Derry, un anno dopo. Come vescovo di Derry, Hervey sviluppò rapidamente la reputazione di essere "il più mondano, più eccentrico e sacerdote chiacchierato nella Chiesa d'Irlanda".
Spese ingenti somme di denaro per costruire strade e imprese agricole all'interno della sua diocesi; questa munificenza fu condivisa anche con la città di Derry.
Era un appassionato di architettura e fece costruire splendide ville come Downhill House e Ballyscullion House riempiendole con ricercate opere d'arte provenienti dall'Italia e altre parti.

### Carriera politica
Hervey si oppose al sistema feudale di decime. Al suo ritorno dall'Italia, nel 1782 si gettò con ardore nel Movimento volontariato irlandese, raggiungendo rapidamente una posizione di rilievo tra i volontari e venendo arrestato dal governo britannico.

## Matrimonio
Sposò, il 10 agosto 1752, Elizabeth Davers (1º febbraio 1733-19 dicembre 1800), figlia di Jermyn Davers. Ebbero sette figli:

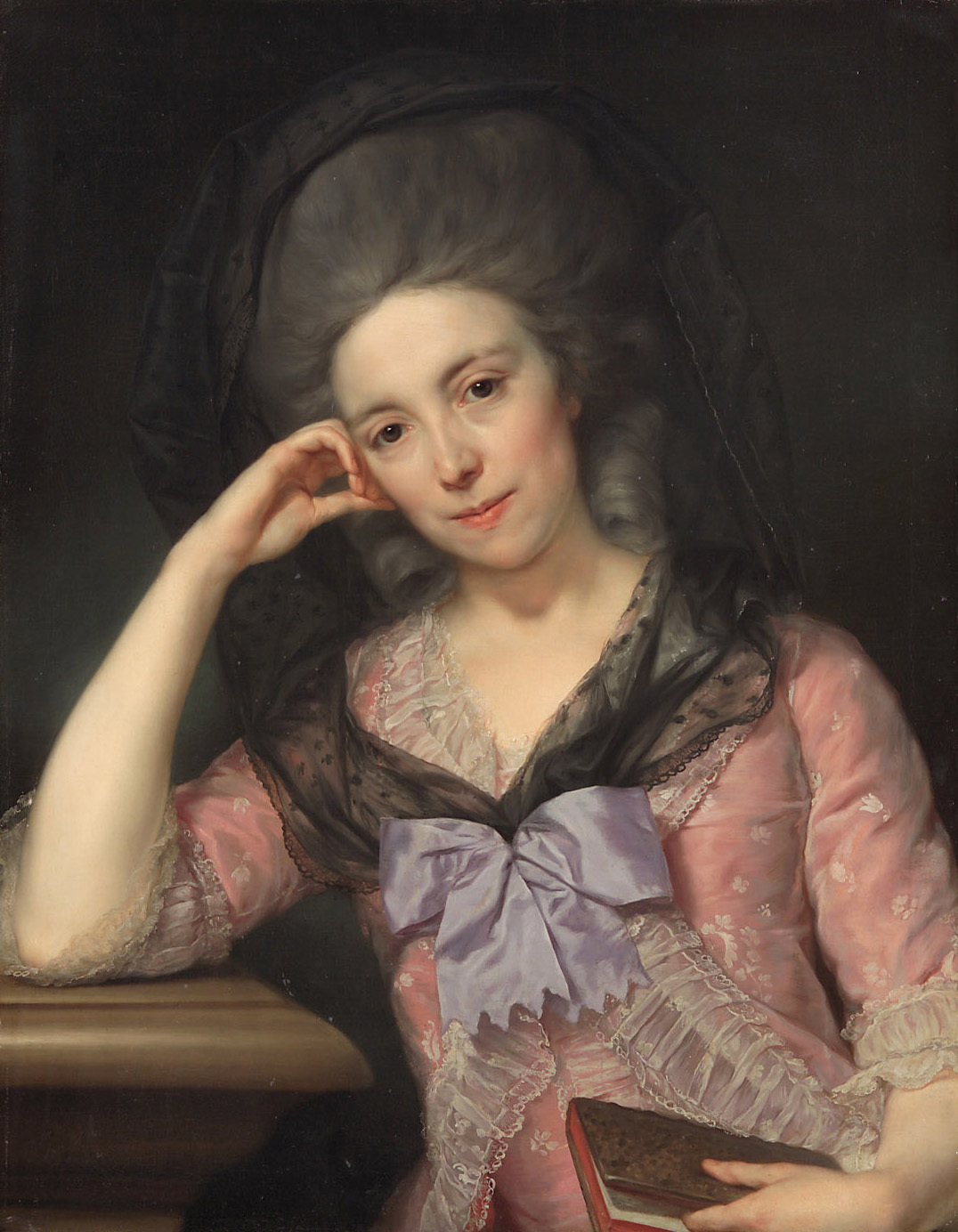
Ritratto di Elizabeth Davers, contessa di Bristol, di Anton von Maron.

- Lady Mary Caroline Hervey (1753-1842), sposò John Crichton, I conte Erne, ebbero una figlia;
- George (1755-1765);
- John "Jack" Augustus Hervey, Lord Hervey (1757-1796), sposò Elizabeth Drummond, ebbero una figlia;
- Lady Elizabeth Christiana Hervey (1758-1824), sposò William Cavendish, V duca di Devonshire, ebbero due figli;
- un figlio (1761);
- Lady Louisa Theodosia Hervey (1767-1821), sposò Robert Jenkinson, II conte di Liverpool, non ebbero figli;
- Frederick Hervey, I marchese di Bristol (1769-1859).

## Morte
Successivamente trascorse gli ultimi anni sul continente europeo. Nel 1798 fu fatto prigioniero a Milano per sospetto di spionaggio e fu tenuto in custodia per diciotto mesi.
Dopo il suo rilascio, Lord Bristol si diresse verso Roma. Morì lungo il tragitto l'8 luglio 1803 presso Albano Laziale. Il corpo fu rimpatriato in Inghilterra prima di essere sepolto a Ickworth.

## Ascendenza
|                                       |   |                             | Genitori                           |  |  | Nonni |  |  | Bisnonni      |  |  | Trisnonni      |  |
|                                       |   |                             |                                    |  |  |       |  |  | Thomas Hervey |  |  | William Hervey |  |
|                                       |   |                             |                                    |  |  |       |  |  | Thomas Hervey |  |  | William Hervey |  |
|                                       |   | Susan Jermyn                |                                    |  |  |       |  |  | Thomas Hervey |  |  |                |  |
| John Hervey, I conte di Bristol       |   |                             |                                    |  |  |       |  |  | Thomas Hervey |  |  |                |  |
|                                       |   | Isabella May                | Humphrey May                       |  |  |       |  |  |               |  |  |                |  |
|                                       |   | Isabella May                | Humphrey May                       |  |  |       |  |  |               |  |  |                |  |
|                                       |   | Isabella May                | Judith Poley                       |  |  |       |  |  |               |  |  |                |  |
| John Hervey, II barone Hervey         |   | Isabella May                |                                    |  |  |       |  |  |               |  |  |                |  |
|                                       |   | Thomas Felton, IV baronetto | Henry Felton, II baronetto         |  |  |       |  |  |               |  |  |                |  |
|                                       |   | Thomas Felton, IV baronetto | Henry Felton, II baronetto         |  |  |       |  |  |               |  |  |                |  |
|                                       |   | Thomas Felton, IV baronetto | Susanna Tollemache                 |  |  |       |  |  |               |  |  |                |  |
| Elizabeth Felton                      |   | Thomas Felton, IV baronetto |                                    |  |  |       |  |  |               |  |  |                |  |
|                                       |   | Elizabeth Howard            | James Howard, III conte di Suffolk |  |  |       |  |  |               |  |  |                |  |
|                                       |   | Elizabeth Howard            | James Howard, III conte di Suffolk |  |  |       |  |  |               |  |  |                |  |
|                                       |   | Elizabeth Howard            | Barbara Villiers                   |  |  |       |  |  |               |  |  |                |  |
| Frederick Hervey, IV conte di Bristol |   | Elizabeth Howard            |                                    |  |  |       |  |  |               |  |  |                |  |
|                                       | … | …                           |                                    |  |  |       |  |  |               |  |  |                |  |
|                                       | … | …                           |                                    |  |  |       |  |  |               |  |  |                |  |
|                                       | … | …                           |                                    |  |  |       |  |  |               |  |  |                |  |
| Nicholas Lepell                       | … |                             |                                    |  |  |       |  |  |               |  |  |                |  |
|                                       |   | …                           | …                                  |  |  |       |  |  |               |  |  |                |  |
|                                       |   | …                           | …                                  |  |  |       |  |  |               |  |  |                |  |
|                                       |   | …                           | …                                  |  |  |       |  |  |               |  |  |                |  |
| Mary Lepell                           |   | …                           |                                    |  |  |       |  |  |               |  |  |                |  |
|                                       |   | John Brooke                 | …                                  |  |  |       |  |  |               |  |  |                |  |
|                                       |   | John Brooke                 | …                                  |  |  |       |  |  |               |  |  |                |  |
|                                       |   | John Brooke                 | …                                  |  |  |       |  |  |               |  |  |                |  |
| Mary Brooke                           |   | John Brooke                 |                                    |  |  |       |  |  |               |  |  |                |  |
|                                       |   | …                           | …                                  |  |  |       |  |  |               |  |  |                |  |
|                                       |   | …                           | …                                  |  |  |       |  |  |               |  |  |                |  |
|                                       |   | …                           | …                                  |  |  |       |  |  |               |  |  |                |  |
|                                       |   | …                           |                                    |  |  |       |  |  |               |  |  |                |  |